# Alfred Wobst
Alfred Wobst (* 20. November 1894 in Mahlitzsch, Amtshauptmannschaft Döbeln; † 27. April 1971) war ein deutscher Forstwissenschaftler und Hochschullehrer.

## Leben und Wirken
Er war der Sohn eines Revierförsters, der wie sein Vater eine forstwissenschaftliche Ausbildung aufnahm. Nach dem Schulbesuch studierte er Volkswirtschaft und Forstwissenschaft in Freiburg im Breisgau, Leipzig, Tharandt und Gießen und promovierte 1925. 1933 trat er der NSDAP bei. Er war zunächst als Forstmeister in Naunhof.
Am 1. September 1941 wurde er vertretungsweise Professor und Direktor des Instituts für Forsteinrichtung und forstliche Betriebswirtschaftslehre an der Forstlichen Hochschule Tharandt. 1942 erfolgte seine Ernennung zum ordentlichen Professor. Nach dem Zweiten Weltkrieg war er ab 1945 forstlicher Sachverständiger der Landesbodenkommission Sachsen. Später ging er als Professor nach Marburg, wo er u. a. die Vereinigung Hessischer Waldgenossenschaften leitete.

## Schriften (Auswahl)
- Die jetzige und die künftige Bewirtschaftung des sächsischen Bauernwaldes, geschildert auf Grund der Verhältnisse in der Amtshauptstadt Kamenz. 1920.
- Der private Kleinwaldbesitz in Sachsen, seine Bewirtschaftung und die Voraussetzungen für deren Besserung. Universität Gießen, Gießen 1922.
- Die Hüttenrauchkrankheit im Freiberger Bezirk. Diss. Leipzig 1925.
- Werterzeugung und Wirtschaftserfolg beim Nadelholzbetrieb. Paul Parey, 1948.
- Die Ermittlung des Steuerwertes von Waldungen. 1950.
- Die deutsche Forstwirtschaft im Spiegel der Reichsstatistik 1937 Umfang, Gliederung, Befund und Ertrag der deutschen Forstwirtschaft vor dem zweiten Weltkriege. 1955.
- Die wirtschaftliche Bedeutung der Waldgenossenschaften. Ein Beitrag zur Forst- und Agrarpolitik. In: Zeitschrift für das gesamte Genossenschaftswesen. 1955.
- Der Markwald. Geschichte, Rechtsverhältnisse, wirtschaftl. u. soziale Bedeutung d. deutschrechtl. Gemeinschaftswaldungen in der Bundesrepublik Deutschland. G. Fischer, Stuttgart.